# Лейбович, Евгений Абрамович
Евгений Абрамович Ле́йбович (1906—1962) — советский инженер.

## Биография
Окончил Государственный электромашиностроительный институт (1929).
В 1929—1962 годах работал инженером на заводе «Динамо».
Кандидат технических наук (1953, тема диссертации — энергетика переходных режимов в крановых двигателях).
Скоропостижно умер в ноябре 1962 года после непродолжительной болезни.
Жена (с 1930) — Наталья Николаевна Николаевская.

## Награды и премии
- Сталинская премия третьей степени (1947) — за разработку автоматической системы управления затворами гидротехнических узлов Волгостроя

Автор книг:
- Е. А. Лейбович. Электромагнитные аппараты для металлургических и крановых приводов.
- Е. А. Лейбович. Автоматические электрические буксирные лебёдки. Морской транспорт, 1957.